# Mission de bons offices des Nations unies en Afghanistan et au Pakistan
Le Mission de bons offices des Nations unies en Afghanistan et au Pakistan (UNGOMAP) est une mission des Nations unies visant à accompagner l'application des accords de Genève entre l'Union soviétique d'un côté et l'Afghanistan et au Pakistan de l'autre côté, dans un contexte de retrait progressif des forces soviétiques. Cette mission est créée le 15 mai 1988 par la résolution 622 du Conseil de sécurité des Nations unies et prend fin le 15 mars 1990. 